# Округ Форсајт (Џорџија)
Округ Форсајт (енгл. Forsyth County) је округ у америчкој савезној држави Џорџија.

## Демографија
По попису из 2010. године број становника је 175.511, што је 77.104 (78,4%) становника више него 2000. године.
| Група             | 2000.          | 2010.           |
| Белци             | 90.820 (92,3%) | 140.943 (80,3%) |
| Афроамериканци    | 684 (0,7%)     | 4.510 (2,6%)    |
| Азијати           | 785 (0,8%)     | 10.925 (6,2%)   |
| Хиспаноамериканци | 5.477 (5,6%)   | 16.550 (9,4%)   |
| Укупно            | 98.407         | 175.511         |